# Гюргян
Гюргян (азерб. Gürgän) — селище на сході Азербайджану, підпорядковане Піраллахинському району міста Баку.

## Географія
Селище розташоване на березі Каспійського моря, а саме Північної Апшеронської затоки, навпроти острова Піраллахи. Селище є крайнім транспортним пунктом на материку, саме звідси починається дамба, яка веде до острова Піраллахи та селищ на естакадах.

## Історія
Статус селища міського типу Гюргян отримав у 1955 році.

## Населення
Населення селища становить 1100 осіб (2012; 736 в 2008, 753 в 1989, 1305 в 1979, 1545 в 1970, 2510 в 1959).

## Господарство
Через селище проходить автомобільна дорога та залізниця за напрямком Баку — Піраллахи, залізнична станція Дамба.